# Im Schloß der blutigen Begierde
Im Schloß der blutigen Begierde ist ein deutscher Horror- und Exploitationfilm aus dem Jahre 1968 von Adrian Hoven.

## Handlung
Den Handlungsrahmen bildet ein unheimliches Schloss, in dem in jedem Winkel die Schatten einer fürchterlichen und dämonischen Vergangenheit lauern. Baron Brack feiert ein orgienhaftes Fest mit mehreren Gästen. Er hat ein Auge auf die junge und verführerische Elena Lagrange geworfen, die er unbedingt haben will. Er greift sich die brünette Schönheit und versucht, sie sich in seinem Jagdhaus sexuell gefügig zu machen. Das bleibt den anderen Gästen nicht verborgen, und gemeinsam mit Elenas Verlobten folgt man der Spur des adeligen Wüstlings und seiner „Beute“. In dessen Jagdhütte trifft man niemanden mehr an, denn Elena hat Zuflucht in dem ebenso stattlichen wie finster wirkenden Riesenschloss des Grafen Saxon gefunden. Dort trudeln in der Folgezeit all ihre Freunde der vergangenen Party ein.
Auf Schlossherr Graf Saxon lastet ein schreckliches Schicksal. Seine blutjunge Tochter Katharina wurde drei Tage zuvor missbraucht und anschließend getötet. Um sie wieder zum Leben zu erwecken, will er das Herz von Baron Bracks Verlobter Marion. Es kommt zu einer blutigen Operation. Bald herrscht blankes Entsetzen unter den Gästen, als die Tote tatsächlich wieder erwacht. Die Gäste irren nun panisch im Schloss umher, und Brack wird mit seinen Sünden der Vergangenheit konfrontiert, denn Katharina erkennt in ihm ihren Vergewaltiger und Mörder. Graf Saxon nimmt blutige Rache und richtet ihn mit einem Schwerthieb. Dabei wird versehentlich auch Katharina erneut getötet.

## Produktionsnotizen
Im Schloß der blutigen Begierde wurde im Herbst 1967 gedreht und am 26. Juli 1968 uraufgeführt. Produzent Adrian Hoven wählte als Regisseur das Pseudonym Percy G. Parker. Ebenfalls 1967 stellte er mit demselben Kernteam zwei weitere Horrorstreifen mit sado-erotischen Anleihen her: Rote Lippen – Sadisterotica und Küß mich, Monster. 
Die Filmbauten schuf Nino Borghi. Eigentlich hätte Jess Franco, der an der Storyentwicklung mitarbeitete, den Film realisieren sollen. Aber wegen eines Angebots von Produzent Harry Alan Towers, in Brasilien den 4. Film der Dr. Fu Man Chu-Reihe mit Christopher Lee zu inszenieren, lehnte er ab, so dass Produzent Adrian Hoven selbst die Regie übernahm. Die französische Hauptdarstellerin Janine Reynaud hatte unmittelbar zuvor einen großen Erfolg mit dem von Hoven produzierten und von Franco inszenierten, deutschen, erotischen Sado-Maso-Thriller Necronomicon – Geträumte Sünden.
Für diesen Film wurde unter anderem damit geworben, dass man hier zum ersten Mal eine Herzoperation sehe. International wurde Im Schloß der blutigen Begierde unter dem Titel Castle of the Creeping Flesh vertrieben.

## Kritiken
„Abstruse Fantasterei über Sex und Sadismus im Rahmen einer kruden Kolportage.“

„Dieser […] Pseudo-Schocker über eine Burg und dort vorsichgehende merkwürdige und furchtbare Dinge, einschließlich die Auferweckung einer Toten, ist peinlich im Hinblick auf die eingeblendeten echten Aufnahmen einer Herzoperation, widerlich in Bezug auf den penetranten, rein spekulativ eingebauten Sex, und läppisch, was seine künstlerischen, handwerklichen und technischen Qualitäten (bis auf die Kamera) betrifft. Vor diesem abstrusen Leinwand-Monstrum kann nur gewarnt werden.“

„Im nur notdürftig unterdrückten Exzess wild durchmischter Ideen und Inspirationen treffen Camp und Kitsch, Krudes und Kontrolliertes, Genre und Exploitation, Struktur und Ausbruch aufeinander und gehen eine wild wuchernde, absonderlich-schöne Symbiose ein.“

„Vorzügliche Kameraarbeit.“